# Danny Makkelie
Danny Desmond Makkelie (ur. 28 stycznia 1983 roku w Willemstad) – holenderski sędzia piłkarski. Od 2011 roku sędzia międzynarodowy.

## Życiorys
Sędziował w finale Mistrzostw Europy UEFA do lat 19 w 2012 roku, jako sędzia UEFA Elite. 
Makkelie znalazł się na liście 19 sędziów Mistrzostw Europy 2020. Był krytykowany za decyzję w półfinale UEFA Euro 2020 pomiędzy Anglią a Danią. W dogrywce przyznał Anglii kontrowersyjny rzut karny, za faul na Raheemie Sterlingu. Decyzję Makkeliego poparł Roberto Rosetti, przewodniczący komisji sędziowskiej UEFA, który zwrócił uwagę, że sędziowie VAR meczu powiedzieli Makkeliemu, że rzut karny był „prawidłowy”.
W sezonie 2022/2023 sędziował mecze w: Lidze Mistrzów UEFA, Lidze Narodów UEFA, Eredivisie i Eerste divisie. 28 listopada 2022 został wyznaczony sędzią meczu Mistrzostw Świata 2022, pomiędzy Polską a Argentyną.

## Sędziowane mecze Mistrzostw Europy 2020
Opracowano na podstawie materiału źródłowego.
| Mecz              | Data       | Miejsce                  | Runda        | Wynik             | Żółta kartka | Czerwona kartka |
| ----------------- | ---------- | ------------------------ | ------------ | ----------------- | ------------ | --------------- |
| Turcja – Włochy   | 11.06.2021 | Stadio Olimpico, Rzym    | Faza grupowa | 0:3               | 2            | 0               |
| Finlandia – Rosja | 16.06.2021 | Stadion Olimpijski, Baku | Faza grupowa | 0:1               | 5            | 0               |
| Anglia – Niemcy   | 29.06.2021 | Wembley, Londyn          | 1/8 finału   | 2:0               | 5            | 0               |
| Anglia – Dania    | 7.07.2021  | Wembley, Londyn          | Półfinał     | 2:1 (po dogrywce) | 2            | 0               |

## Sędziowane mecze Mistrzostw Świata 2022
Opracowano na podstawie materiału źródłowego.
| Mecz               | Data       | Miejsce                  | Runda        | Wynik | Żółta kartka | Czerwona kartka |
| ------------------ | ---------- | ------------------------ | ------------ | ----- | ------------ | --------------- |
| Hiszpania – Niemcy | 27.11.2022 | Al Bayt Stadium, Al Khor | Faza grupowa | 1:1   | 4            | 0               |
| Polska – Argentyna | 30.11.2022 | Stadium 974, Doha        | Faza grupowa | 0:2   | 2            | 0               |